# 柯士甸站
- 關於廣深港高速鐵路香港段總站，請見「香港西九龍站」。
- 關於原稱西九龍站的機場快綫及東涌綫車站，請見「九龍站 (港鐵)」。

柯士甸站（英語：Austin Station）是一個位於香港九龍油尖旺區西九龍柯士甸道西、廣東道與匯民道高鐵香港西九龍站旁，屬於港鐵屯馬綫的鐵路車站，車站於2009年8月16日隨九龍南綫通車而啟用。
- 車站地面大堂外觀（2018年10月）

## 車站構造

### 樓層
| 1                 | 一樓（北）     | B4、B5出口、商店 |   |  |
| 1                 | 一樓（南）     | D4出口、職員專用區域 |   |  |
| G                 | 地面大堂（北） | B出口、商店 |   |  |
| G                 | 地面大堂（南） | D1－D3出口、商店 |   |  |
| S                 | 行人隧道       | F出口 |   |  |
| C                 | 大堂           | 客務中心、商店、洗手間、A、C、E出口                                                                                     |   |  |
| P                 | 月台           | \| \| \| 屯馬綫往烏溪沙（尖東） \| 2 \| \| \| 島式 · 開右邊车门 \| \| \| \| \| \| \| 1 \| 屯馬綫往屯門（南昌） \| \| \| |   |  |
|                   |                | 屯馬綫往烏溪沙（尖東）                                                                                                  | 2 |  |
| 島式 · 開右邊车门 |                | |   |  |
|                   | 1              | 屯馬綫往屯門（南昌） |   |  |

### 大堂
柯士甸站設有3個大堂，分別為南／北面地面大堂以及地底大堂，而往返南／北面地面大堂須途經路面或地底大堂；而所有車站票務設施則設於地底大堂。另外，車站亦預留了30多間商店空間作為出租用途。
- 地底大堂（2023年12月）
- 地面大堂（北）內部（2023年12月）
- 地面大堂（南）內部（2023年12月）

### 月台
柯士甸站設有一座島式月台，而兩個月台均已裝設月台幕門。另外，位於柯士甸站北面亦設有袋狀軌，以供特別的車務調動之用。
九廣西鐵（後稱西鐵綫）原定最長可以9卡列車行走；第一期（屯門站至南昌站）車站月台皆可容納9卡列車停靠（通車初期因客量少，故只以7卡列車行走；2016年開始陸續改以8卡列車行走）。但在柯士甸站建造時，西鐵綫已確定最終會與沙中綫東九龍段及馬鞍山綫貫通成為「東西走廊鐵路」（今屯馬綫）；受到原馬鞍山綫車站的設計限制，列車最長只能為8卡，故柯士甸站月台亦只興建8卡的長度，並沒有預留擴充條件。
- 車站月台（2023年12月）

### 出入口
柯士甸站除了設有行人隧道連接佐敦道、柯士甸道以及高鐵香港西九龍站外，亦設有行人天橋連接港鐵九龍站以及九龍站上蓋物業Union Square。各出入口連接包括佐敦道行人天橋、行人隧道、柯士甸道行人隧道、戲曲中心及匯民道，方便佐敦西部、渡船角及尖沙咀西部一帶居民與上班人士。其中B3、D3出口與車公廟站E出口同為屯馬綫僅有連接住宅的出入口。此出入口設有八達通讀卡器，住客須經已登記的八達通才可進出。而各個出入口均設有指示牌顯示出入口周邊的建築物及設施列表。
|                                                     |                       | |      |
| 編號                                                | 指示                  | 建議前往的目的地 | 圖片 |
| 地底大堂                                            |                       | |      |
| 出口 · A · 无障碍通道标志                           | 佐敦道                | 荃灣綫 佐敦站 渡船街、綠在佐敦、HOME EM 支援服務中心(油尖旺)、佐敦道、廟街、都會名軒、偉晴街、偉晴軒、百老匯電影中心、中港薈、玉器市場、油尖旺多元文化活動中心、駿發花園、御金·國峯、佐敦道官立小學                                |      |
| 出口 · C · 盲道标志 · 无障碍通道标志                | 高速鐵路 香港西九龍站 | 高速鐵路 香港西九龍站 |      |
| 出口 · E · 盲道标志 · 升降机标志 · 扶手电梯标志     | 戲曲中心              | 戲曲中心、中港城、中國客運碼頭、皇家太平洋酒店、海港城、太子酒店、港威大廈 |      |
| 出口 · F · 盲道标志 · 无障碍通道标志 · 升降机标志   | 中國客運碼頭          | 柯士甸道、柯士甸道過境巴士總站、龍堡國際、廣東道、香港文物探知館、香港童軍中心、九龍佐治五世紀念公園、九龍公園、九龍公園體育館、官涌市政大廈、官涌體育館、麗澤中學、廣東道官立小學、嶺南大學持續進修學院、匯萃、港景峯、港景匯商場 |      |
| 地面大堂（北）                                      |                       | |      |
| 出口 · B · 1 · 盲道标志 · 升降机标志 · 扶手电梯标志 | 圓方                  | 匯翔道 |      |
| 出口 · B · 2 · 盲道标志 · 升降机标志 · 扶手电梯标志 | 圓方                  | 匯翔道 |      |
| · （住宅出入口）                                    | 圓方                  | The Austin |      |
| 出口 · B · 4 · 盲道标志 · 升降机标志 · 扶手电梯标志 | 圓方                  | 高速鐵路 香港西九龍站 |      |
| 出口 · B · 5 · 盲道标志 · 升降机标志 · 扶手电梯标志 | 圓方                  | 東涌綫 機場快綫 九龍站圓方、民眾安全服務隊總部、環球貿易廣場、公共運輸交匯處、天際100、擎天半島、凱旋門、天璽、君臨天下、港景匯、香港麗思卡爾頓酒店、漾日居、香港W酒店、西九龍巴士總站、西九龍海濱長廊                             |      |
| 地面大堂（南）                                      |                       | |      |
| 出口 · D · 1 · 盲道标志 · 升降机标志 · 扶手电梯标志 | 柯士甸道西            | 西九文化區、柯士甸道西、匯民道、M+ |      |
| 出口 · D · 2 · 盲道标志 · 升降机标志 · 扶手电梯标志 | 柯士甸道西            | 西九文化區、柯士甸道西、匯民道、M+ |      |
| · （住宅出入口）                                    | 柯士甸道西            | Grand Austin |      |
| 出口 · D · 4 · 盲道标志 · 升降机标志 · 扶手电梯标志 | 柯士甸道西            | 高速鐵路 香港西九龍站 |      |
| 註： 設有 \| 設有 \| 設有 \| 設有扶手電梯           |                       | |      |

## 利用狀況
柯士甸站位於高鐵香港西九龍站旁、匯民道與廣東道旁側，車站亦鄰近西九文化區戲曲中心，渡船角文華新村唐樓群，大型購物商場圓方及中港城等，故車站仍有一定的人流支持。
而在車站啟用初期，除了上下班繁忙時間外，使用柯士甸站出入閘的人流極少。但隨著接駁巴士線K16線於2009年9月永久停駛以及匯翔道巴士總站於同年12月搬遷後，柯士甸站成為獨市地位，故此人流已有所上升。
自廣深港高速鐵路香港段於2018年9月通車後，由於柯士甸站設有通道直接連接香港西九龍站，故吸引不少乘客會使用柯士甸站轉乘高鐵及港鐵，因此在高鐵開通初期更曾出現當值人員不足的情況，日常輪候時間約為10分鐘。

## 接駁交通及車費優惠
另外，鄰近車站的海港城亦設有適用於柯士甸站的港鐵特惠站，為使用成人八達通的乘客提供港幣2元的車費回贈。

### 車站收費模式
柯士甸站往返各站的票價與九龍站相同。另外由於九龍站啟用時採用了佐敦站收費，除部分東鐵綫車站外，此站之票價亦與佐敦站往返其他市區綫車站看齊。
儘管位置相近並有行人隧道及天橋網絡經香港西九龍站接駁，但柯士甸站與東涌綫的九龍站並非為正式的轉車站。乘客若在兩站間轉乘，無論使用八達通還是單程車票，包括港鐵都會票但不包括機場快綫的港鐵接駁服務，均需當作兩段車程處理，並繳納再入閘收費，與荃灣西站與荃灣站的轉乘車費計算方法相同，有別於尖沙咀站與尖東站之間的通道轉乘安排。
乘客只須以同一張備有可用票值之八達通，並於1小時內於九龍站轉乘至機場快綫／任何港鐵之車程，包括羅湖／落馬洲站（輕鐵﹑港鐵巴士及東鐵綫頭等除外），即可享免費港鐵接駁服務。

## 歷史

### 車站原址及建造
柯士甸站位於已拆卸的佐敦道碼頭及填海地，工程由當時的九廣鐵路公司規劃、批出合約及出資，在兩鐵合併之後改由香港鐵路有限公司（前身為地鐵有限公司）負責監督建造及營運。而此站則由禮頓亞洲－保富集團－熊谷組－賀隆聯營負責興建，於2008年4月30日平頂。

### 命名
該車站原稱九龍西站（英語：Kowloon West Station）此外，車站亦曾稱為西九龍站英語：。然而時任香港鐵路公司行政總裁周松崗指此名稱與廣深港高速鐵路將來的西九龍站相近，因此決定重新命名。而實際上，柯士甸站處於現有東涌綫與機場快綫九龍站以東，以九龍西站命名此新車站顯得不合理。
根據港鐵網站，於2008年9月工程簡介，此車站已重新命名為柯士甸站（英語：Austin Station）。新站名源於附近的柯士甸道及柯士甸道西。如同佐敦站同樣車站以附近街道（柯士甸道）名稱。

### 免費報刊
自從2005年8月29日起，《am730》和《頭條日報》在西鐵綫各站免費派發。但直至2010年10月2日，該站才新增以上免費報刊。

### 增建住客專用出入口
為方便The Austin以及Grand Austin的住客出入，港鐵亦為車站加建連接上述住宅物業的B3、D3出口。兩個出入口分別於2015年5月20日及同年10月23日啟用。

### 高鐵香港西九龍站
為配合廣深港高速鐵路興建，由於柯士甸站位於香港西九龍站旁，故港鐵亦加建三個出入口連接高鐵站。香港西九龍站自2018年9月10日早上8時開放售票後，車站站C、D4出口隨即開放予購買高鐵車票乘客使用（其中C出口只容許進入柯士甸站）。廣深港高速鐵路於2018年9月23日通車後，連接高鐵站的B4、C及D4出口亦正式開放。

### 連接戲曲中心
為方便市民往返戲曲中心，港鐵亦在車站加建E出口連接戲曲中心，該出口位於大堂層南面通往F出口通道的盡頭轉角位，並設有扶手電梯、樓梯及升降機，而E出口已於2021年3月21日啟用。

## 外部連結
- 港鐵公司－柯士甸站街道圖 （页面存档备份，存于）
- 港鐵公司－柯士甸站位置圖 （页面存档备份，存于）
- 港鐵公司－柯士甸站列車服務時間 （页面存档备份，存于）
- 香港鐵路大典上的相关条目：柯士甸站